# Ivan Klarin
Ivan Klarin (Jezera, Tisno, 16. srpnja 1985.), hrvatski političar te načelnik općine Tisno od svibnja 2013. godine.